# Ingrid Schubert
Pour les articles homonymes, voir Schubert (homonymie).
Ingrid Schubert, née le 7 novembre 1944 à Ebern et morte le 12 novembre 1977 à Munich, est membre fondatrice de l'organisation terroriste Fraction armée rouge.

## Biographie
Ingrid Eva Schubert naît à Ebern et grandit à Maroldsweisach. Issue d'une famille aisée, elle est la quatrième enfant de Franz Schubert (1905-1992) et Hedwig Schubert. Son père représente la Sarre au sein du NSDAP au Reichstag à partir de 1935 puis est maire de Sarrebruck, Ludwigshafen et ensuite Metz à compter de septembre 1942 jusqu'en novembre 1944. La famille déménage à Coblence en 1953 et Ingrid Schubert, décrite comme intelligente, débute des études de médecine en 1963 à Bonn et Düsseldorf puis à Berlin en 1967. Rebelle aux idées fascistes de ses parents, Ingrid Schubert entre en contact avec Gudrun Ensslin, Andreas Baader et Ulrike Meinhof tout en réussissant son concours de médecine au début de 1970 avec la mention « Bien » et est fiancée depuis cinq ans. Membre fondatrice de la Fraction armée rouge, Ingrid Schubert, utilisant le nom de code Nina, prend part, le 14 mai 1970, avec Ulrike Meinhof et l'avocat Horst Mahler, à l'évasion d'Andreas Baader à Berlin. Le 8 octobre 1970, sur dénonciation, elle est arrêtée avec Brigitte Asdonk, Horst Mahler, Irene Goergens et Monika Berberich, ils sont tous ensuite placés en isolement total. Condamnée en 1974 à quatorze ans d'emprisonnement, elle débute sa peine à la prison de Stammheim, puis est ensuite transférée en 1976 à la prison de Stadelheim de Munich, où elle est trouvée pendue aux barreaux de la fenêtre de sa cellule le 12 novembre 1977 à 19 heures 15, lors de l'automne allemand ; l'autopsie conclut au suicide.
Lorsque le diplomate d'Allemagne de l'Ouest, Gerold von Braunmühl (de), est abattu le 10 octobre 1986, les auteurs du meurtre, toujours non identifiés en 2025, se font nommer « Kommando Ingrid Schubert ».

## Postérité
Ingrid Schubert est incarnée par Anna Thalbach dans le film La Bande à Baader, réalisé en 2008 par Uli Edel.